# Maison de Gand
La maison du Temple de Gand ((la): Domus Templi de Gandavo) était une commanderie templière fondée avant la fin du XIIe siècle et dévolue par la suite à l'ordre de Saint-Jean de Jérusalem. Elle se trouvait entre la rue Sainte-Marguerite et la rue du Tempelhof dans la partie nord de la ville de Gand.

## Histoire

### Les Templiers
Pour un article plus général, voir Liste des commanderies templières en Flandre.
En 1186, Amio de Ays futur sénéchal de l'ordre mais qui était alors maître cismarin est venu à Gand.
En 1200, Siger II châtelain de Gand décide de rejoindre l'ordre du Temple. Parmi les donations qu'il a faites à l'ordre, on trouve une maison à Gand dans le quartier de Briel et qui avait été fondée par Robert le noir. Cette donation fut confirmée par son fils (nl) en 1202.
En 1266, la maison du Temple de Gand faisait partie des six principales maisons de l'ordre dans le diocèse de Tournai (sept dans le comté de Flandre).
Le 11 septembre 1288, Geoffroy de Vichiers, visiteur général des maisons de la chevalerie du Temple en France, Angleterre et Allemagne signe à Bruges une charte relative aux maisons du Temple de Gand et de Zaamslag dans laquelle il est question d'une consœur de l'ordre du nom d'Adelise.

### Les Hospitaliers
Les Hospitaliers étaient peut-être déjà présents à proximité de la ville médiévale de Gand avant la dissolution des Templiers. En 1266, leur maison de « Mude » contribuait à hauteur de 10 Livres tournois au financement de la huitième croisade. Ce document qui dresse un inventaire des maisons religieuses existantes dans le diocèse de Tournai à cette date mentionne deux autres maisons de Saint-Jean mais de taille plus modeste (Hamme et Zele qui sont proches de Gand, à l'Est) mais ces trois possessions n'apparaissent pas dans l'inventaire de leurs biens réalisé en 1373. 
Après la dévolution des biens de l'ordre du Temple, l'établissement principal est transféré dans l'ancien enclos du Temple. Initialement rattachée à la commanderie de Slijpe qui était la seule commanderie hospitalière dans le diocèse de Tournai en 1373, elle fut ensuite membre de la commanderie de Caëstre (1565).
En 1373, un frère hospitalier de la maison de Gand percevait les revenus d'une ferme que l'ordre possédait à Westrem (fermage).
Au XVIIe siècle l'église de cette commanderie était connue sous le vocable de Notre-Dame aux hirondelles mais le fut d'abord sous le vocable de Sainte-Catherine.

## Description
Il ne subsiste aucun vestige de cette commanderie.